# Aisiu
Aisíu (en francès Ayzieu) és un municipi francès situat al departament del Gers i a la regió d'Occitània.

## Geografia

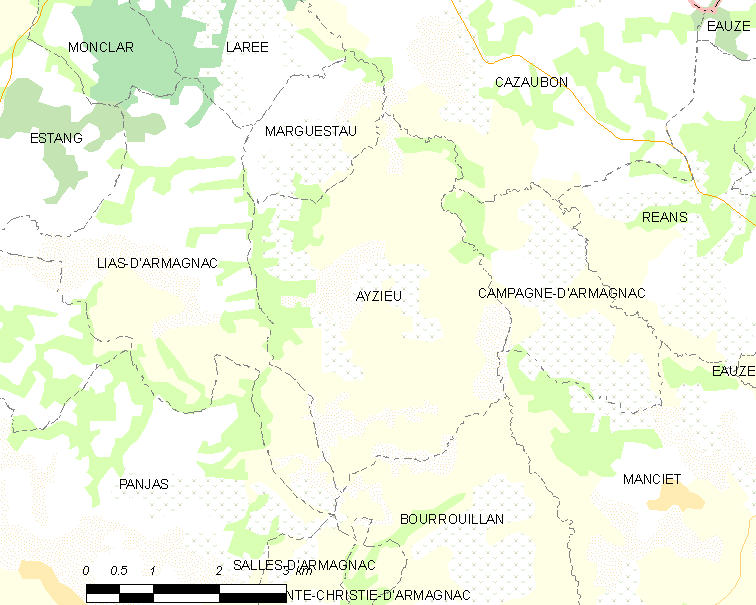
Mapa de la comuna de Aisíu

## Administració i política
Alcaldes
| Període | Identitat          | Partit |
| ------- | ------------------ | ------ |
| 2001-   | Jean-Claude Duffau | PS     |

## Demografia
| 1962                                       | 1968 | 1975 | 1982 | 1990 | 1999 | 2006 |
| ------------------------------------------ | ---- | ---- | ---- | ---- | ---- | ---- |
| 254                                        | 235  | 207  | 163  | 141  | 147  | 142  |
| Des de 1962: població sense dobles comptes |      |      |      |      |      |      |